# Mieczysław Górski (działacz komunistyczny)
Mieczysław Górski (przybrane nazwisko Mieczysław Jasiński) ps. Czesław, Szczepan, Świderski (ur. 18 sierpnia 1890 w Łodzi, zm. 14 maja 1956 tamże) – polski działacz komunistyczny i związkowy.

## Życiorys
Syn Ludwika, skończył trzyklasową szkołę rosyjską i dwie klasy szkoły rzemieślniczej w Łodzi, po czym był tokarzem w fabrykach metalowych w Zgierzu i Łodzi. Od 1913 w PPS-Lewicy i Związku Zawodowego Robotników Przemysłu Metalowego. Skierowany przez władze PPS-Lewicy do Warszawy, gdzie został członkiem Warszawskiego Okręgowego Komitetu Robotniczego (WOKR) PPS-Lewicy. Organizował ruch zawodowy. Od grudnia 1917 działał jako funkcjonariusz partyjny w Zagłębiu Dąbrowskim i pracował w kopalni „Kazimierz”. Współorganizował strajki i wiece robotnicze, m.in. w maju 1918 brał udział w przygotowaniu strajku górników i metalowców. W listopadzie 1918 współtworzył Radę Delegatów Robotniczych (RDR) w Zagłębiu Dąbrowskim, reprezentując kopalnię „Kazimierz”. Był delegatem Zagłębia z ramienia PPS-Lewicy na I Zjazd KPRP w grudniu 1918 w Warszawie. 3 lutego 1919 na plenarnym posiedzeniu RDR Zagłębia Dąbrowskiego został wybrany do jej wydziału ekonomicznego. Przemawiał na wiecach robotniczych i posiedzeniach Rady, wiosną 1919 na krótko aresztowany za prowadzenie agitacji komunistycznej wśród poborowych. W marcu 1920 ponownie aresztowany i uwięziony w Piotrkowie Trybunalskim, skąd miał być przewieziony do obozu internowania w Dąbiu p. Krakowem, jednak podczas transportu zbiegł i przez pewien czas ukrywał się na Podkarpaciu, po czym wrócił do Łodzi. Od 1922 członek Komitetu Okręgowego (KO) KPRP w Łodzi. Brał udział w III Konferencji KPRP 10-13 kwietnia 1922 w Gdańsku, reprezentując Łódź Podmiejską i opowiadając się po stronie większości KC. W lutym 1923 aresztowany w Pabianicach i 9 września 1923 skazany w Łodzi na 5 lat więzienia; po apelacji wyrok zmniejszono do 3 lat. W więzieniach w Łodzi, Sieradzu i Wronkach uzupełniał wykształcenie i brał udział w głodówkach protestacyjnych. Po zwolnieniu pracował jako tokarz w fabrykach metalowych w Łodzi. Jako działacz Związku Robotników Przemysłu Metalowego w Polsce brał udział we wszystkich strajkach i był delegatem fabrycznym. W lutym 1941 po zadenuncjowaniu przez sąsiada-Niemca zwolniony z pracy w fabryce J. Johna, od marca 1941 do końca okupacji był tokarzem w fabryce Eiserta. Od stycznia 1945 członek MRN w Łodzi i PPR, należał do Komitetu Łódzkiego (KŁ) PPR. Brał udział w uruchamianiu zakładów przemysłowych w Łodzi, 1945–1949 był przewodniczącym Związku Zawodowego Metalowców w Łodzi, sekretarzem Zarządu Głównego (ZG) tego związku i I sekretarzem komitetu PPR/PZPR przy ORZZ w Łodzi. Delegat z Łodzi na Kongres Zjednoczeniowy PPR i PPS w grudniu 1948 w Warszawie. W maju 1949 przestał pracować z powodu częściowego paraliżu, jednak kontynuował działalność polityczną i społeczną. Radny Dzielnicowej Rady Narodowej Łódź-Widzew, sekretarz terenowej organizacji PZPR w osiedlu Sikawa. Od stycznia 1955 na rencie dla zasłużonych.
Został pochowany na cmentarzu komunalnym Doły w Łodzi (kwatera VII-4-11).

## Odznaczenia
- Medal Zwycięstwa i Wolności 1945
- Order Sztandaru Pracy II klasy